# Barbra Ring

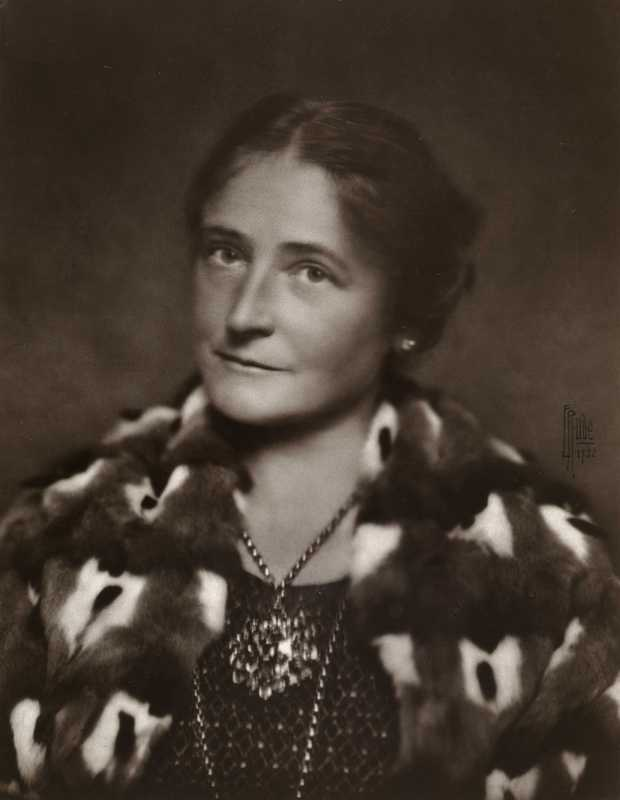
Barbra Ring, 1922.

Barbra Ring, född 4 juli 1870 i Drammen, död 16 maj 1955 i Oslo, var en norsk författare, journalist och litteraturkritiker som framför allt är känd för sina barn- och ungdomsböcker.
Ring debuterade som barnboksförfattare med Babbens dagbog (1904), som följdes av ett flertal barn- och flickböcker. Efter novellsamlingarna Fnugg (1909) och Den kjærligheten (1913) följde en serie vuxenromaner, bland annat familjekrönikan Jomfruen (1914), jag-romanen Under seil (1916) samt Eldjarstad (1931), en släktkrönika. I hennes rika produktion återfinns också kulturhistoriska och självbiografiska arbeten som Dengang jeg var pige (1928). Ett genomgående motiv i många av Rings böcker är mödralösa barn och barnlösa mödrar.

## Familj
Barbra Ring var dotter till Ole Ring och Thora Augusta Ravn. Ole Ring var dotterson till författaren Hanna Winsnes. 1890 gifte sig Barbra Ring med Thorvald August Kirsebom. De fick 1891 dottern Gerda Ring, som verkade som regissör. 1902 skilde de sig, och hennes exman höll dottern Gerda från henne i fem år, till Gerda blev myndig. Denna upplevelse präglade Rings författarskap. 1917 gifte sig Barbra Ring med Ragnar Rosenquist.

## Svenska översättningar (urval)
- Ann-Kersti (anonym översättning, Bonnier, 1908)
- Den kärleken (översättning Vera von Kræmer, Dahlberg, 1915)
- Peik (Peik) (översättning Runar Schildt, Bonnier, 1918)
- Svar till märket "286" (översättning Irma Schildt, Schildt, 1919)
- Babbens dagbok (Babbens dagbok) (okänd översättare, Bonnier, 1919)
- Inför mörkret (Før kulden kommer) (översättning Torsten Helsingius, Bonnier, 1920)
- Vildbasare (översättning Jenny Jusélius, Schildt, 1921)
- Jungfru Gylicke (översättning Hanna Cederholm, Bonnier, 1922)
- Jolle (Jolle) (översättning Sonja Bergvall, Bonnier, 1935)